# Jarl Fahler

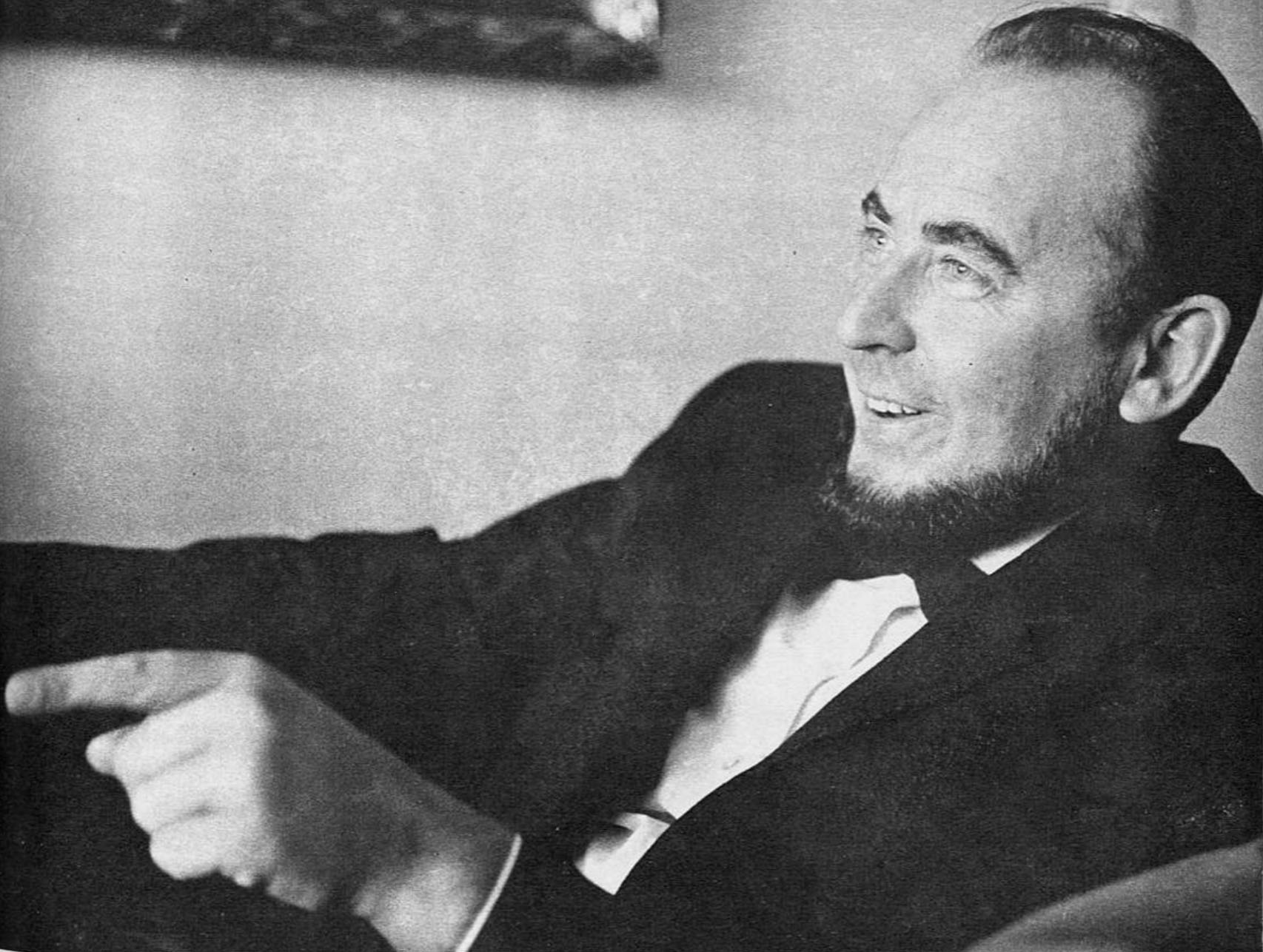
Jarl Fahler

Jarl Ingmar Jungar Gunnarsson Fahler, född 27 december 1925 i Mariehamn, död 17 maj 1990, var en finländsk (finlandssvensk) parapsykolog och författare.
Från början av 1960-talet var Fahler en av de mest framträdande parapsykologer i Finland. Han var även känd som kunnig på hypnoser och var en av förgrundsgestalterna och en av grundarna 1970 till en riksomfattande hypnosförening, Suomen Hypnoosihydistys och han var känd för sina seanser. Vidare ansågs han vara en kännare av paranormala fenomen.
I sina verk ”Harhan oivaltaminen” och ”Saatanaa haastattelemassa” (den senare i fri översättning (”Intervjuar Satan”) framhävdar Fahler, att människan är i sig ond och helt ansvarig för sina handlingar, liksom han hävdade Satans fotfäste i mänskligheten.
Fahler var till sin akademiska grundutbildning pol.mag., arbetade en tid i början av 1950-talet på utrikesministeriet och på inrikesministeriet 1960–1962. Fahler företog flera längre studieresor och vistelser till Indien, speciellt Himalaya, men även till USA. Han var även en tid aktiv i Svenska folkpartiet i Helsingfors-sektion. .